# Монтелиус, Агда
Агда Монтелиус (швед. Agda Montelius, полное имя Agda Georgina Dorothea Montelius, урождённая Reuterskiöld; 1850—1920) — шведская феминистка и филантроп.

## Биография
Родилась 23 апреля 1850 года в Кёпинге. Была дочерью министра обороны страны, генерал-лейтенанта Александра Рейтерскиельда и его жены Анны Шенстрём (Anna Schenström). 
Училась в женской школе Hammarstedtska flickpensionen в Стокгольме. Стала ведущим представителем ассоциации филантропов в Швеции на рубеже 1900-х годов; возглавляла ряд женских ассоциаций — Maria skyddsförening, New Idun и Föreningen för välgörenhetens ordnande в 1889—1911 годах; входила в правление обществ  Sällskapet för uppmuntran av öm och sedlig modersvård, Centralförbundet för socialt arbete и Svenska fattigvårdsförbundet.

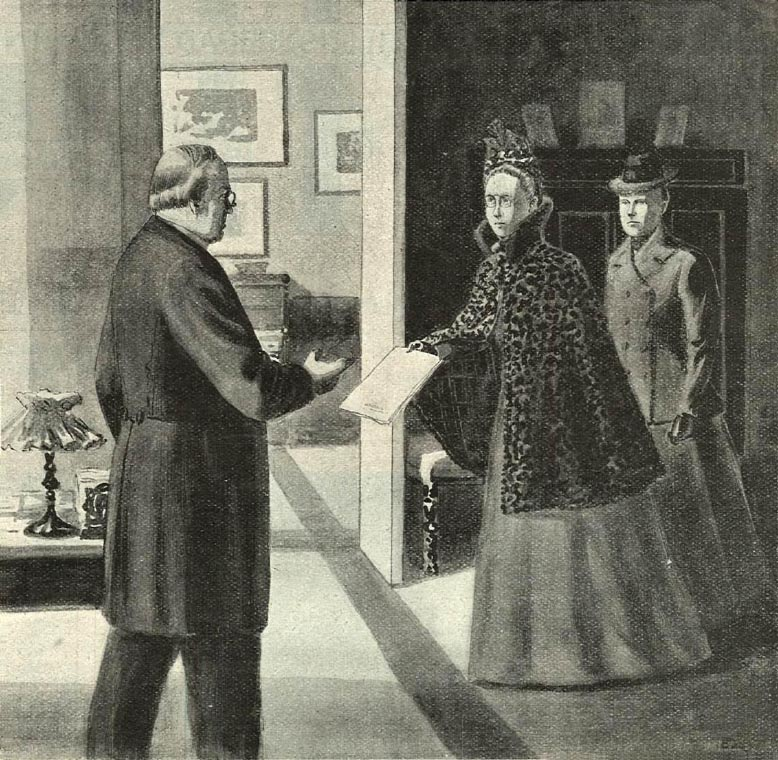
Агда Монтелиус и Гертруда Адельборг передают петицию Эрику Бострёму

В 1886 году Агда Монтелиус стала членом женской организации «Ассоциация Фредрики Бремер» (Fredrika Bremer Förbundet, FBF), а в 1895 году — её вице-председателем. Монтелиус активно участвовала в борьбе за право голоса женщин. В 1899 году делегация FBF под руководством Агды передала премьер-министру Швеции Эрику Бострёму предложение о предоставлении избирательного права женщинам.
В 1902 году была основана Шведская национальная ассоциация по избирательному праву женщин (Landsföreningen för kvinnans politiska rösträtt, LKPR). Монтелиус не была членом этой организации, но была весьма активна в помощи этой ассоциации. Она также была консультантом в правительственном комитете по реформированию закона о правах супругов в браке в 1912 году, что в конечном итоге в 1920 году привело к тому, что муж и жена получили равные права в браке.
Была удостоена в 1910 году награды Иллис Кворум, вручаемой за выдающиеся заслуги перед шведской культурой, наукой или обществом.
Умерла 27 октября 1920 года в Стокгольме.

## Семья

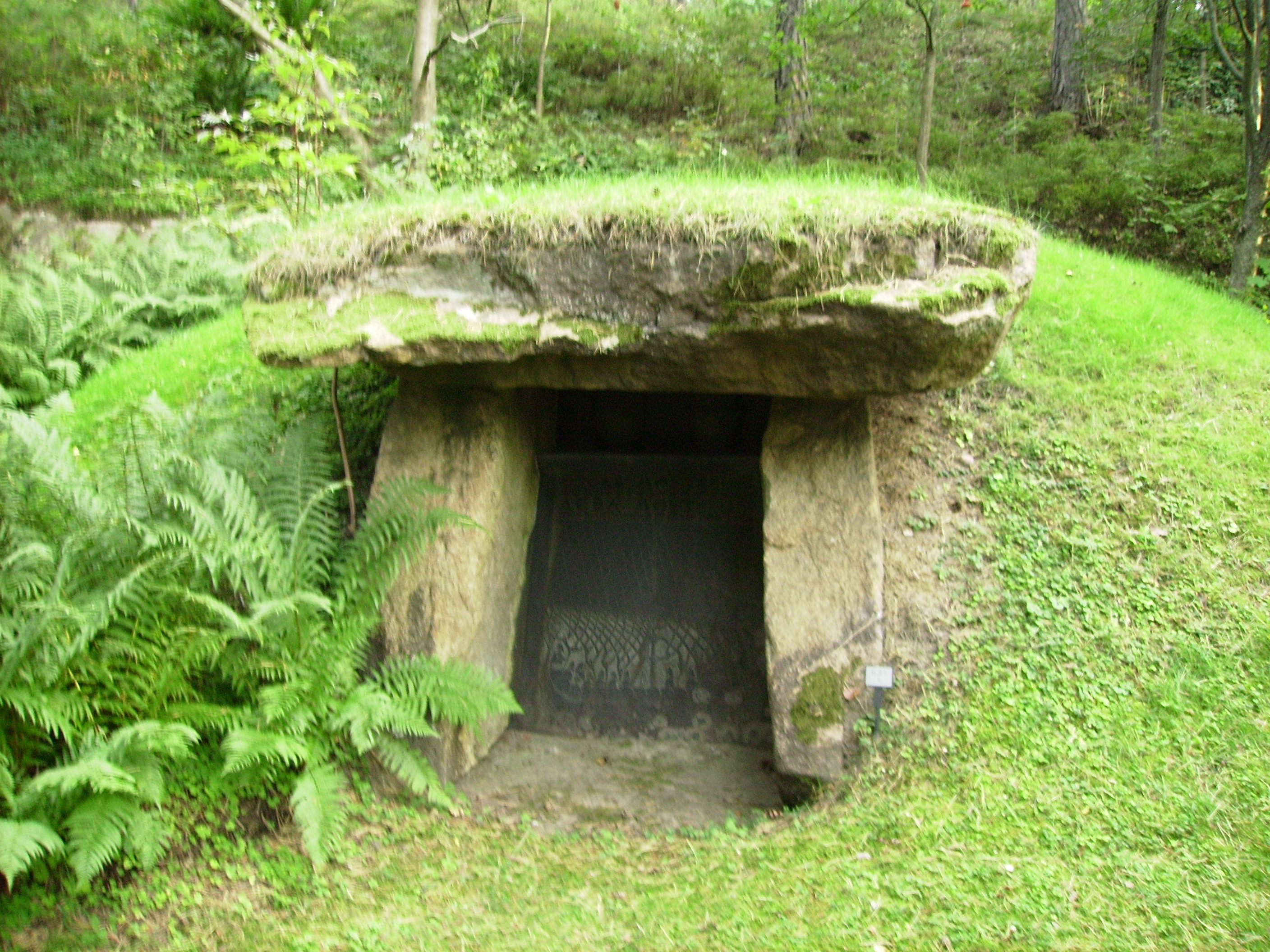
Могила Агды и Оскара Монтелиусов

20 сентября 1871 Агда Монтелиус вышла замуж за профессора, члена Шведской академии Оскара Монтелиуса. Оба похоронены на стокгольмском Северном кладбище (Норра бегравнингсплатсен). У нее была глазная болезнь, в результате чего она потеряла один глаз.
В шведском архиве Antikvarisk-topografiska arkivet хранится коллекция личных документов супругов, которая включает в себя переписку между Агдой и Оскаром, а также рукописи Агды Монтелиус.